# Olga Khokhlova
Pour les articles homonymes, voir Khokhlova.
Olga Khokhlova (en ukrainien : Ольга Степанівна Хохлова, en russe : Ольга Степановна Хохлова), née le 17 juin 1891 à Nijyn dans l'Empire russe mais aujourd'hui en Ukraine, et morte le 11 février 1955 à Cannes, est une danseuse ukrainienne des Ballets russes de Serge Diaghilev. Elle a été la maîtresse puis l'épouse de Pablo Picasso, dont elle a pris le nom (Olga Ruiz Picasso).

## Biographie
Olga Khokhlova vient en France dans sa jeunesse et décide de devenir ballerine après une représentation de la danseuse Shroessont. Elle entre par la suite dans les Ballets russes dirigés par Serge Diaghilev. Elle rencontre Picasso au cours d'une représentation du ballet Parade en mai 1917 pour lequel l'artiste a fait les décors et les costumes. Elle quitte les ballets lors d'une tournée pour vivre avec Picasso et l'épouser le 12 juillet 1918 dans la cathédrale orthodoxe Saint-Alexandre-Nevsky de la rue Daru à Paris. Jean Cocteau, Guillaume Apollinaire et Max Jacob sont les témoins de Picasso. 
Le 4 février 1921, elle donne naissance à leur fils Paulo.
Durant toutes leurs années de vie commune, Olga Khokhlova sera un modèle important de Picasso, notamment pour le célèbre Olga Khokhlova à la mantille.
La relation avec Picasso se dégrade progressivement, et celui-ci rencontre en 1927 Marie-Thérèse Walter, qui sera sa maîtresse pendant une dizaine d'années. Olga Khokhlova apprend la relation de son mari en 1935 et décide de partir dans le sud de la France avec leur fils Paul et de demander le divorce. Pour des raisons autant de partage des biens que de convenances, Picasso refuse le divorce et, bien que ne vivant plus ensemble depuis des décennies, ils resteront officiellement mariés jusqu'à la mort d'Olga Khokhlova en 1955. Elle est inhumée au cimetière du Grand Jas à Cannes.
Son fils Paulo lui survit vingt ans. Il se marie en 1950 à Vallauris avec Émilienne Lotte. Le couple a deux enfants : Pablito et Marina Picasso, descendante de la dynastie Picasso. 

## Expositions dédiées à Olga Khokhlova, épouse Picasso
C'est sous son nom d'épouse que les musées Picasso de Paris et de Málaga consacrent respectivement une exposition dédiée à Olga Khokhlova en mettant l'accent sur les années partagées avec Picasso : 

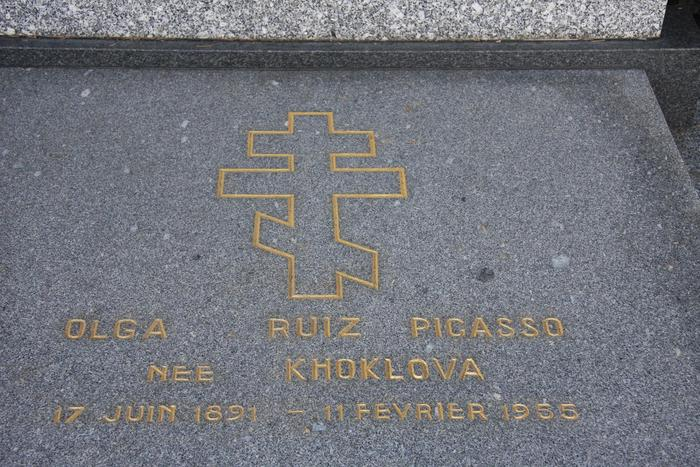
Tombe d'Olga Khokhlova au cimetière du Grand Jas de Cannes.

- « Olga Picasso », exposition mise en place au musée Picasso-Paris du 21 mars au 3 septembre 2017 donnant à voir une sélection de peintures, dessins, archives écrites et photographiques mettant l'accent sur la vie personnelle d'Olga durant les premières années, heureuses, de son mariage, mais assombries par des préoccupations relatives au sort de sa famille en Russie et la disparition de son père, puis sur sa maternité et la petite enfance de Paulo, d'un bonheur serein, et enfin sur la crise profonde traversée par le couple, générée par l'adultère de Picasso. L'exposition démontre l'influence d'Olga sur l'œuvre de son époux. En revenant « sur ces années partagées, indique le musée dans l'annonce de l'évènement, [l'exposition] cherche ainsi à mettre en perspective la réalisation de quelques-unes des œuvres majeures de Picasso en restituant cette production dans le cadre de cette histoire personnelle, filtre d'une histoire politique et sociale élargie[4].  »

- « Olga Picasso », exposition présentée au musée Picasso de Malaga du 26 février au 2 juin 2019[5].